# Сорока (приток Самары)
Сорока — река в России, левый приток Самары. Протекает в Тоцком районе Оренбургской области.

## География
Устье реки находится в 348 км по левому берегу реки Самара. Длина реки составляет 44 км. Притоки: река Кермешка, ручей Кульюрский.

## Данные водного реестра
По данным государственного водного реестра России относится к Нижневолжскому бассейновому округу, водохозяйственный участок реки — Самара от Сорочинского гидроузла до водомерного поста у села Елшанка. Речной бассейн реки — Волга от верховий Куйбышевского вдхр. до впадения в Каспий.
Код объекта в государственном водном реестре — 11010001012112100006686.